# Amor, familia y respeto
Amor, familia y respeto es el álbum de estudio debut del grupo mexicano-estadounidense A.B. Quintanilla y los Kumbia Kings. Fue lanzado el 23 de marzo de 1999 por EMI Latin.

## Lista de canciones
| N.º | Título                                                   | Escritor(es)                                                     | Duración |  |
| 1.  | «Intro» (con Cristina Saralegui)                         |                                                                  | 1:00     |  |
| 2.  | «Dime quién»                                             | A.B. Quintanilla III, Ricky Vela                                 | 3:22     |  |
| 3.  | «Cada vez»                                               | A.B. Quintanilla III, Luigi Giraldo                              | 3:49     |  |
| 4.  | «Reggae kumbia» (con Vico C)                             | A.B. Quintanilla III, Vico C                                     | 3:54     |  |
| 5.  | «Azúcar» (con Fito Olivares)                             | A.B. Quintanilla III, Luigi Giraldo, Edward Palmieri             | 3:28     |  |
| 6.  | «Se fue mi amor»                                         | A.B. Quintanilla III, Luigi Giraldo, Pete Astudillo              | 3:04     |  |
| 7.  | «Together» (con Roger Troutman, Nu Flavor y Babee Power) | A.B. Quintanilla III, Michael "Babee Power" Viera                | 3:47     |  |
| 8.  | «Te quiero a ti»                                         | A.B. Quintanilla III, Ricky Vela                                 | 3:14     |  |
| 9.  | «Con el tic tac del reloj»                               | A.B. Quintanilla III, Luigi Giraldo                              | 3:18     |  |
| 10. | «Fuiste mala» (con Ricky Muñoz de Intocable)             | A.B. Quintanilla III, Cruz Martínez, Ricky Vela                  | 3:19     |  |
| 11. | «Oh no»                                                  | A.B. Quintanilla III, Selena Quintanilla                         | 3:50     |  |
| 12. | «U don't love me» (con Nu Flavor)                        | Sean Dunson, Johnnie Mae Dunson                                  | 3:51     |  |
| 13. | «Interlude (Las aventuras de Manolo y José)»             |                                                                  | 1:28     |  |
| 14. | «Quiero ser tu dadda» (con Babee Power)                  | A.B. Quintanilla III, Luigi Giraldo, Michael "Babee Power" Viera | 3:50     |  |
| 15. | «Outro (Thanks)»                                         |                                                                  | 1:26     |  |

## Personal
Kumbia Kings
- A.B. Quintanilla III – bajo, coros, compositor, productor
- Jason "DJ Kane" Cano – voz
- Francisco "Cisko" Bautista Jr. – voz
- Andrew "Drew" Maes – voz
- Cruz Martínez – teclados, compositor
- Álex Ramírez – teclados
- Roy "Slim" Ramírez – percusión, coros
- Jorge Peña – percusión
- Robert "Robbie" Del Moral – batería

Músicos y personal adicionales
- Pete Astudillo – compositor
- Vico C – voz (pista 4)
- Sheila E. – percusión (pista 4)
- Jessie García – guitarra
- Luigi Giraldo – compositor, ingeniería, mezclando
- Stephanie Gómez – voz
- Intocable – voz (pista 10)
  - Ricky Muñoz – voz, acordeón
  - Danny Sánchez – bajo sexto, coros
- Nu Flavor – voz (pistas 7, 12)
  - Frank "Pangie" Pangelinan Jr. – voz
  - Jacob Ceniceros – voz
  - Anthony DaCosta – voz
  - Rico Luna – voz
- Steve Ochoa – voz
- Fito Olivares – saxofón (pista 5)
- Chris Pérez – guitarra
- Selena Quintanilla – compositora
- Cristina Saralegui – introducción hablada (pista 1)
- Roger Troutman – voz (pista 7)
- Ricky Vela – compositor
- Michael "Babee Power" Viera – voz (pistas 7, 14)